# Mary Abbott
Mary Perkins Ives Abbott (Salem, Massachusetts, 17 d'octubre de 1857 – Miami, Florida, 9 de febrer de 1904) va ser una escriptora i jugadora de golf estatunidenca que va competir a cavall del segle xix i el segle xx.
El 1900 va prendre part en els Jocs Olímpics de París en la prova individual femenina de golf, en què fou setena. Era la mare de Margaret Ives Abbott, vencedora de la medalla d'or i aquesta és l'única ocasió en què mare i filla han compartit prova en una mateixa edició dels Jocs Olímpics.